# Kiryat Atta
Kiryat Atta (en hebreo: קריית אתא‎; en árabe: كريات آتا‎) es una ciudad del Distrito de Haifa, Israel. En 2022 tenía una población de 61 142 habitantes, de los cuales el 92% eran ciudadanos judíos.

## Demografía
Según la Oficina Central de Estadísticas de Israel (CBS), a finales de 2005 la ciudad tenía una población de 49 200 habitantes.